# Varronia claviceps
Varronia claviceps är en strävbladig växtart som först beskrevs av Ignatz Urban och Ekm., och fick sitt nu gällande namn av A. Borhidi. Varronia claviceps ingår i släktet Varronia och familjen strävbladiga växter. Inga underarter finns listade i Catalogue of Life.